# William Samwell
William Samwell (1559-1628) era un auditor del Ministerio de Hacienda británico a la reina Isabel I de Inglaterra. El rey Jacobo I de Inglaterra concedió el título de sir a William Samwell en 1603.
Su yerno es James Harrington (1611-1677), filósofo político británico, conocido lo más mejor posible para su trabajo polémico, The Commonwealth of Oceana. 
Su nieto es William Samwell (1628-1676), arquitecto británico. 
Crearon a los baronetes de Samwell para su grande-nieto, Sir Thomas Samwell, 1º baronet.